# 컴퓨터 접근 제어
컴퓨터 접근 제어(Computer access control)는 컴퓨터 보안에서 일반적으로 식별, 권한 부여, 인증, 접근 승인 및 감사가 포함된다. 접근 제어에 대한 보다 좁은 정의는 접근 승인만 포함하며, 시스템은 주체에게 접근 권한이 부여된 항목에 따라 이미 인증된 주체의 접근 요청을 승인하거나 거부하는 결정을 내린다. 인증 및 접근 제어는 단일 작업으로 결합되는 경우가 많으므로 인증 성공 또는 익명 접근 토큰을 기반으로 접근이 승인된다. 인증 방법 및 토큰에는 비밀번호, 생체 인식 스캔, 물리적 키, 전자 키 및 장치, 숨겨진 경로, 사회적 장벽, 사람과 자동화 시스템에 의한 모니터링이 포함된다.

## 같이 보기
- 자원 접근 제어 기능